# تاناپر
تاناپر (به لاتین: Tännapere) یک روستا در استونی است که در دهستان روسنا-آلیکو واقع شده‌است.